# 蔡杭

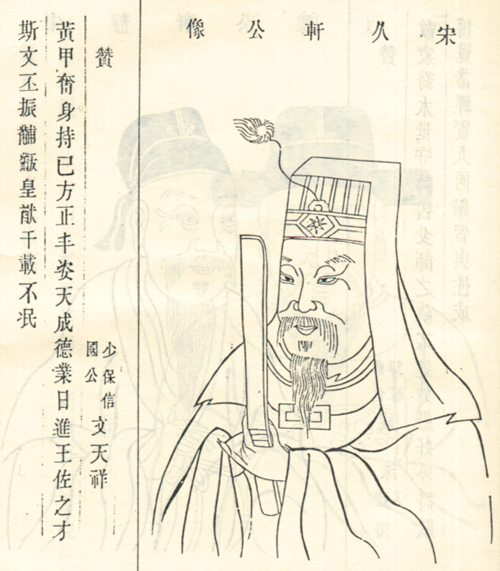
蔡杭

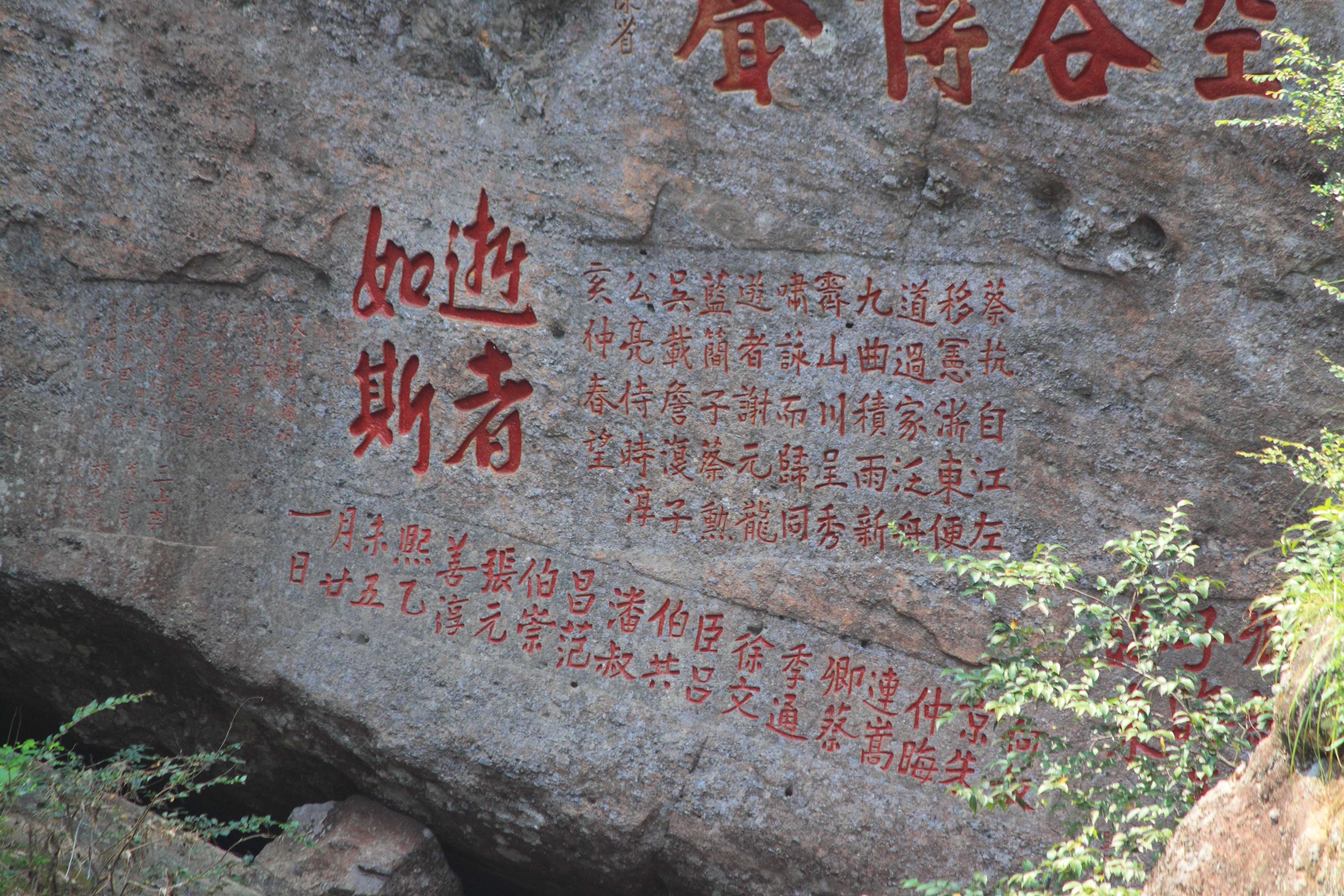
蔡抗在武夷山九曲溪响声岩的摩崖题刻

蔡杭（1193年—1259年），一作蔡抗，字仲節，號久軒。福建建寧建阳人，南宋政治人物。绍定二年（1229年），中进士，任秘书省正字。历任江东提点刑狱、隆兴知府、同签书枢密院事，兼提举编修《经武要略》。进同知院事，拜参知政事。

## 生平
生於紹熙四年（1193年）。
南宋理宗紹定二年（1229年）中進士，授浙江麗水縣主簿。轉寧國（今屬安徽）知錄、書省校書郎、枢密院编修官。淳祐七年（1247年）出任江东提刑。
淳祐十二年（1252年），臨安府知府余晦、劉三述、丁大權等凌辱武學，引起学潮，蔡杭上疏乞罷余晦。宝祐三年（1255年）六月，升吏部尚书。次年四月，升枢密副使、参知政事。開慶元年（1259年）六月卒。
赠少保。谥文肃。

## 家族
祖父蔡元定。父蔡沈，杭为次子。兄蔡模、弟蔡权。